# Санта-Барбара (Ангра-ду-Эроишму)
Санта-Барбара (порт. Santa Bárbara)  —  район (фрегезия) в Португалии,  входит в округ Азорские острова. Расположен на острове Терсейра. Является составной частью муниципалитета  Ангра-ду-Эроижму. Население составляет 1366 человек на 2001 год. Занимает площадь 16,43 км².
Покровителем района считается Святая Варвара (порт. Santa Bárbara). 